# Àger (kommunhuvudort)
Àger är en kommunhuvudort i Spanien.   Den ligger i provinsen Província de Lleida och regionen Katalonien, i den nordöstra delen av landet, 400 km öster om huvudstaden Madrid. Àger ligger 579 meter över havet och antalet invånare är 503.
Terrängen runt Àger är kuperad söderut, men norrut är den bergig. Runt Àger är det mycket glesbefolkat, med 4 invånare per kvadratkilometer. Närmaste större samhälle är Camarasa, 16,7 km sydost om Àger. 